# نا دائه-یونگ
نا دائه-یونگ (انگلیسی: Na Dae-yong; ۱ ژانویهٔ ۱۵۵۶ – ۱ ژانویهٔ ۱۶۱۲) یک افسر نیروی دریایی در طی تهاجم ژاپن به کره بود همچنین به عنوان طراح ترتل ویکتوری شناخته می‌شود.